# Mašovice (Meclov)
Mašovice jsou malá vesnice, část obce Meclov v okrese Domažlice v Plzeňském kraji. Nachází se asi 1,5 kilometru severovýchodně od Meclova. Je zde evidováno 26 adres. V roce 2011 zde trvale žilo 67 obyvatel.
Mašovice leží v katastrálním území Mašovice u Meclova o rozloze 4,95 km².

## Historie
První písemná zmínka o vesnici pochází z roku 1115.

## Obyvatelstvo
| Rok            | 1869 | 1880 | 1890 | 1900 | 1910 | 1921 | 1930 | 1950 | 1961 | 1970 | 1980 | 1991 | 2001 | 2011 | 2021 |
| -------------- | ---- | ---- | ---- | ---- | ---- | ---- | ---- | ---- | ---- | ---- | ---- | ---- | ---- | ---- | ---- |
| Počet obyvatel | 174  | 176  | 173  | 191  | 185  | 172  | 161  | 91   | 93   | 88   | 88   | 83   | 71   | 67   | 71   |
| Počet domů     | 23   | 23   | 23   | 23   | 26   | 26   | 26   | 23   | 23   | 20   | 19   | 23   | 23   | 23   | 24   |

## Obecní správa
Při sčítání lidu v letech 1850–1959 Mašovice byly samostatnou obcí v okrese Horšovský Týn (v letech 1850–1910 Horšův Týn). Od roku 1960 jsou částí obce Meclov v okrese Domažlice. V letech 1850–1879 k obci patřily Mračnice a v letech 1850–1889 také Březí.

## Pamětihodnosti
Západně od vesnice se na Mlýnském vrchu nachází pozůstatky hradiště z doby bronzové.

## Další fotografie

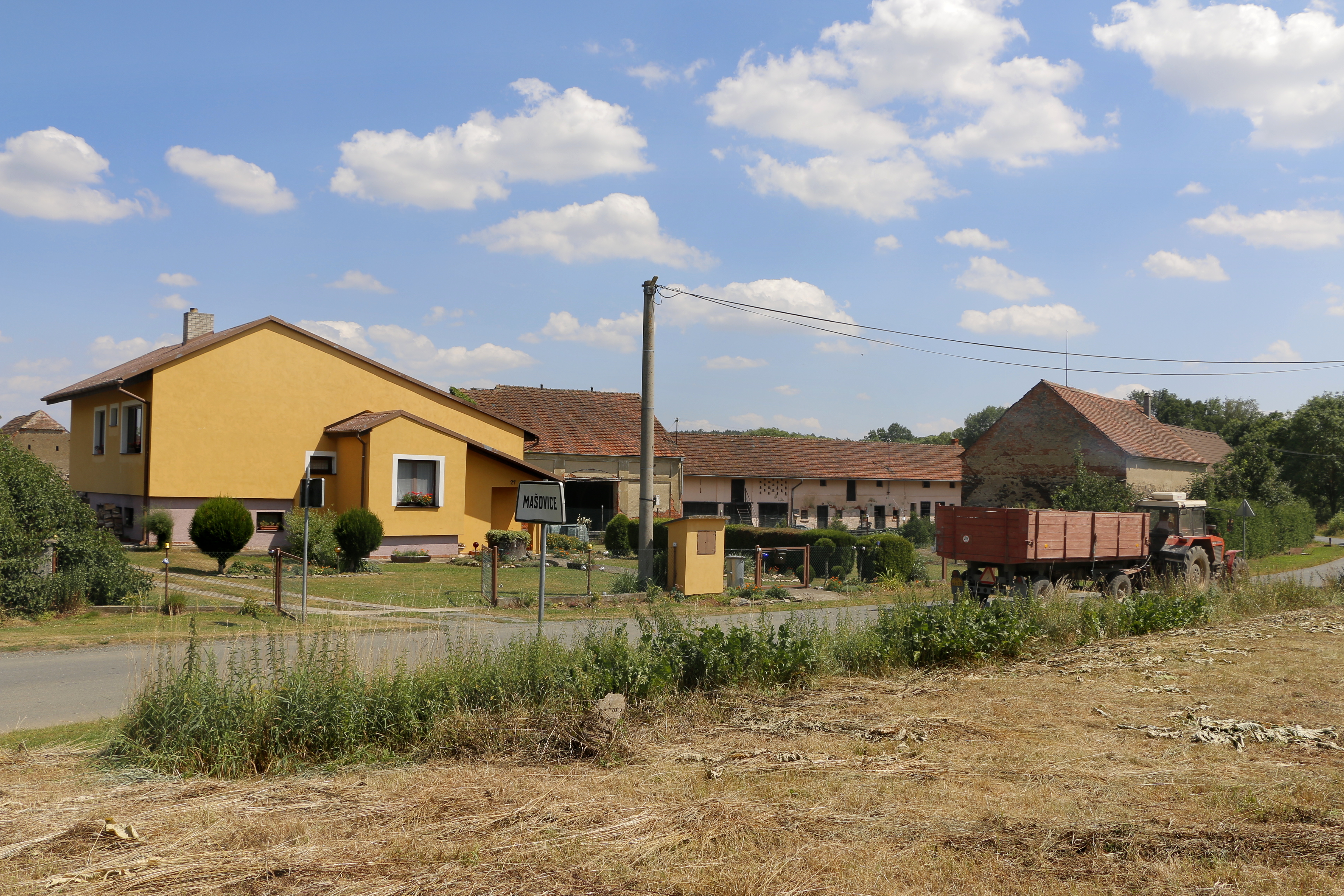
Sever vesnice
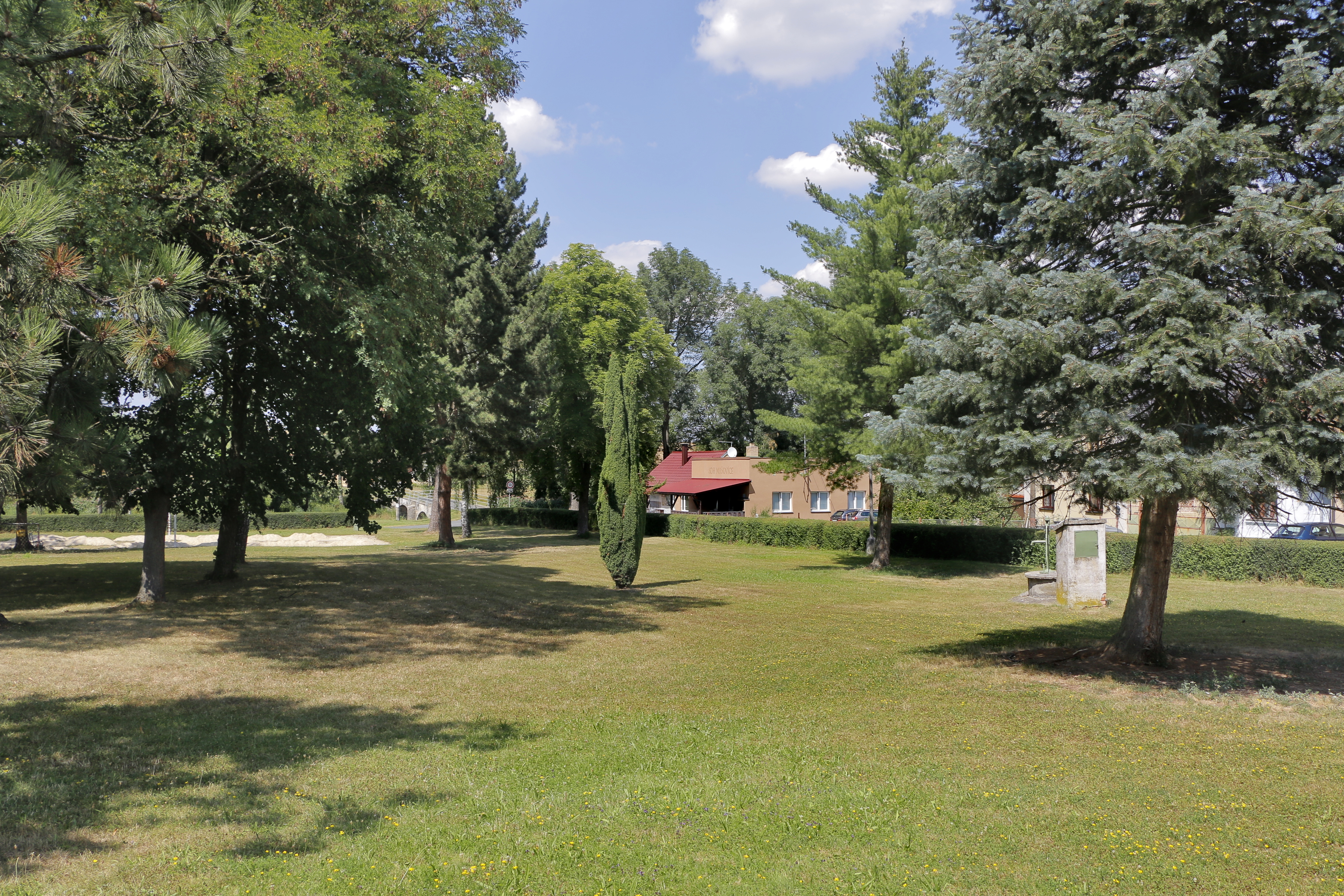
Náves
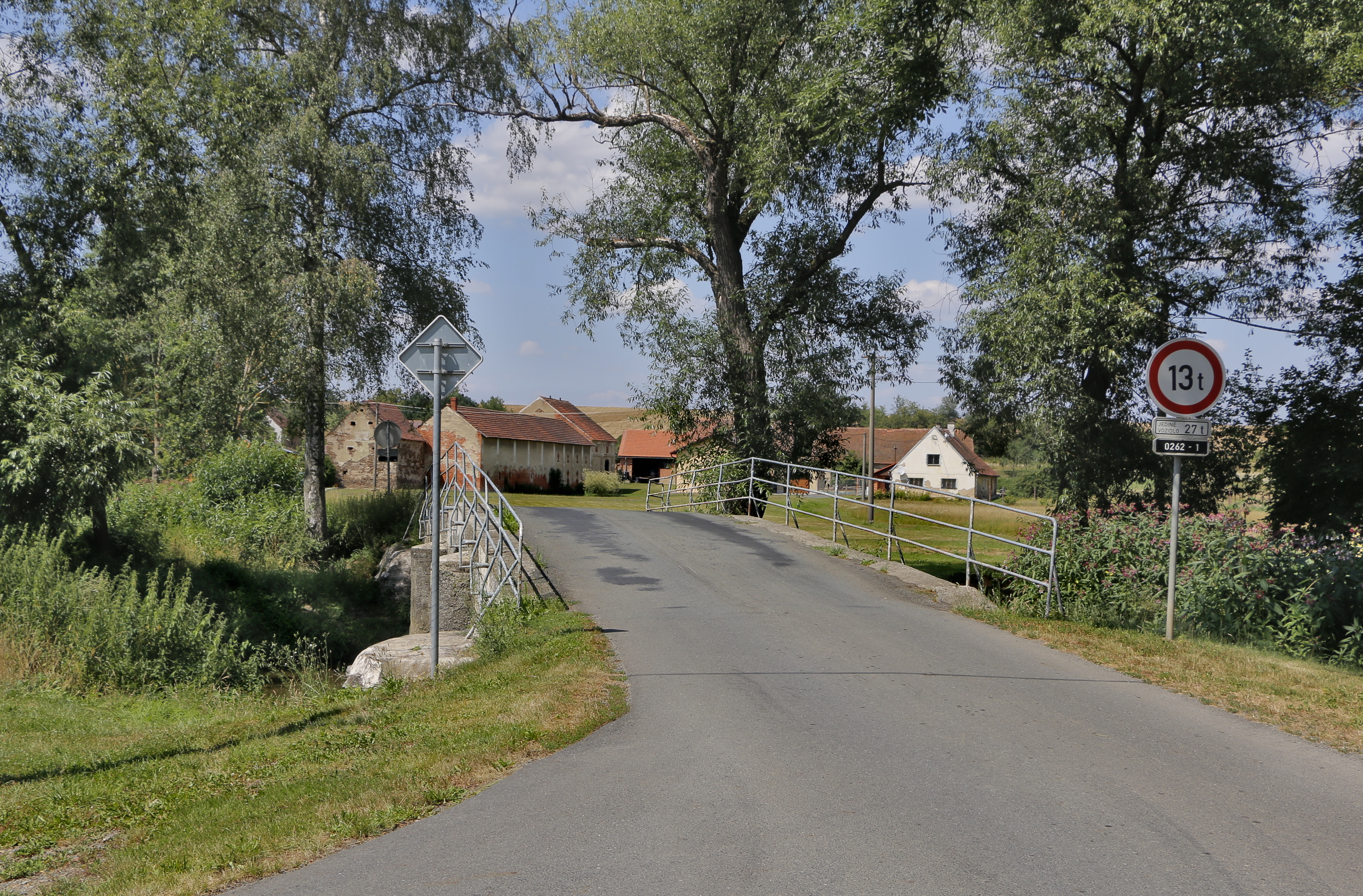
Most přes Černý potok
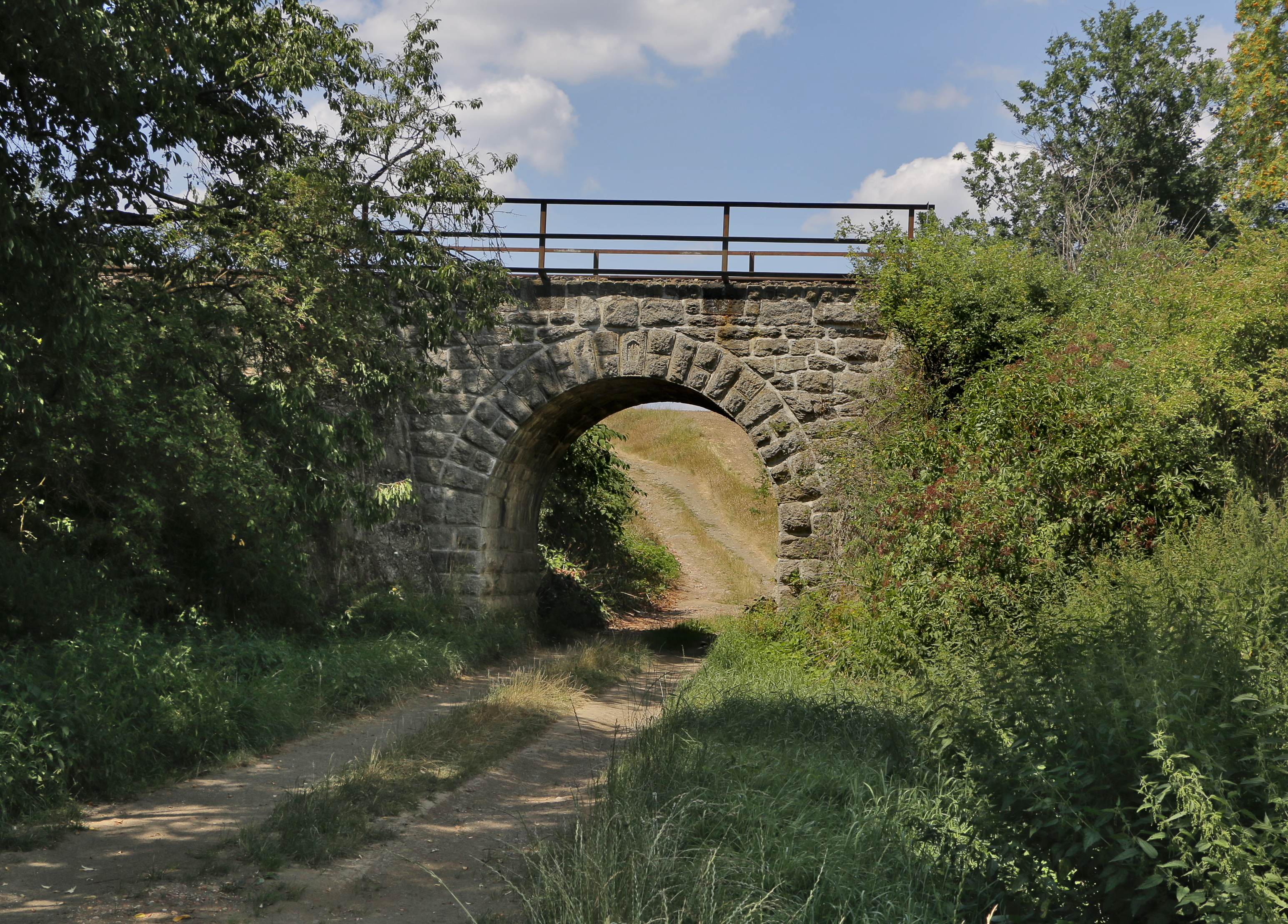
Podjezd pod tratí 182